# قشلاق حاجي حيدر هاوار (مقاطعة بيله سوار)
قشلاق حاجي حیدر هاوار (بالفارسية: قشلاق حاجی حیدر هاوار) هي منطقة سكنية تقع في إيران في أردبيل. يقدر عدد سكانها بـ 21 نسمة .